# Нир-Ам
Нир-Ам (ивр. ניר עם‎) — кибуц на юге Израиля. Расположен недалеко от Сдерота и занимающий площадь 20 км² (20 000 дунамов); находится под юрисдикцией регионального совета Шаар-ха-Негев.

## История
Кибуц был основан 19 августа 1943 года группой «Нир Хаим», членами молодёжной организации «Гордония» выходцами из Бессарабии, в том числе Цви Гершони, ставшим позже депутатом Кнессета. Впоследствии к жителям кибуца присоединились также иммигранты из Аргентины и Франции.
Расположен кибуц на земле Бейт-Ханона, покупка которой была начата Моше Смиланским в 1930-х годах и завершена Еврейским национальным фондом в начале 1940-х годов. В 1946 году название поселения было изменено на «Нир-Ам».
На протяжении многих лет кибуц также принимал иммигрантов из Аргентины, Франции и Южной Африки. Во время войны 1948 года здесь располагался штаб Негевской бригады.
Завод по производству столовых приборов был приобретен кибуцем в 1961 году, и с тех пор находится в его собственности. В кибуце находится Музей воды и обороны в Негеве, в котором описан случай обнаружения воды в этом районе и положение этого места во время Войны за независимость. Рядом с музеем находится водохранилище «Нир-Ам» компании «Мекорот».
Рядом с Нир-Амом находится смотровая площадка в сторону сектора Газа, на которой установлена металлическая статуя конного всадника. Статуя установлена в 2002 году в память охраннику полей Яакову (Йинчику) Гаври, члену кибуца Нир-Ам, его сыном и внуком. Во время операции «Литой свинец», когда иностранным корреспондентам не разрешили войти в сектор, они транслировали свои репортажи с этого холма.
В 2014 году во время операции «Нерушимая скала» террористы проникли в Израиль и планировали атаковать его и близлежащий кибуц Эрез, ЦАХАЛ направил отряд из офицерской школы, в результате столкновения четыре офицера и солдата были убиты.

### Бой 7 октября
7 октября 2023 года отряд самообороны поселка под руководством 25-летней Инбаль Рабин-Либерман в течение 3 часов отражал нападение боевиков ХАМАСа до подхода частей армии обороны Израиля
. В результате Нир-Ам стал единственным приграничным поселком, пережившим атаку ХАМАСа без потерь среди своих жителей.

## Население
По данным Центрального статистического бюро Израиля, население на начало 2020 года составляло 611 человек.

## Галерея

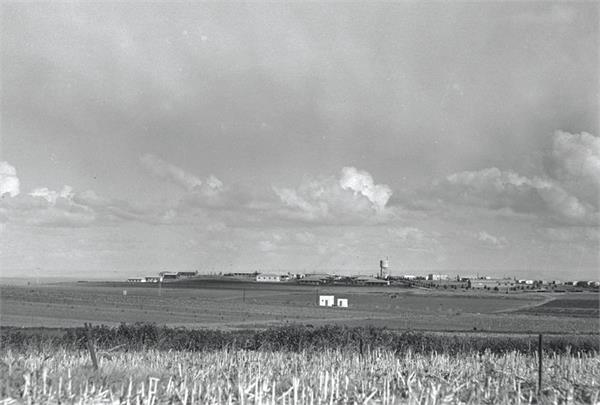
Нир-Ам, 1947 год
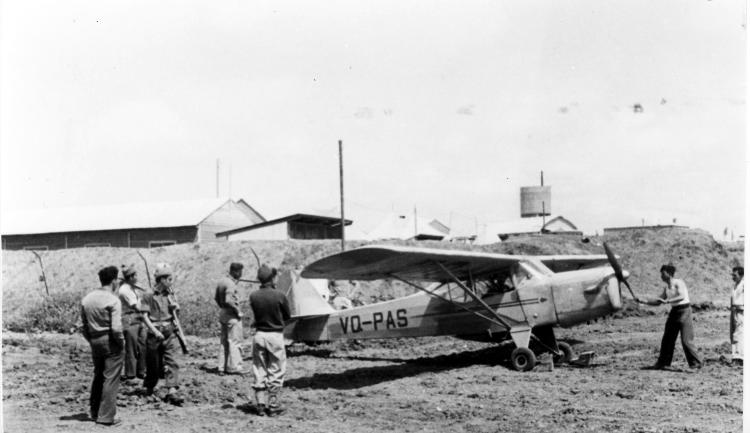
Пилоты Пальмаха в Нир-Аме, 1948 год
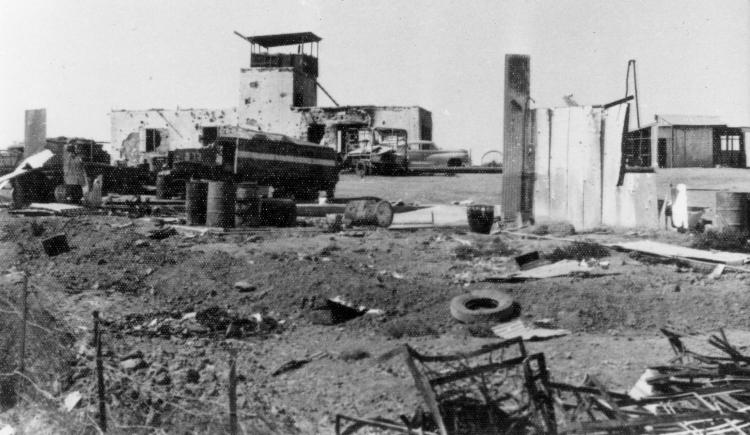
Кибуц Нир-Ам после боев в 1948 году
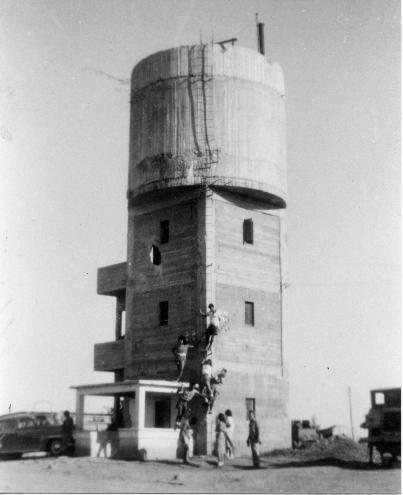
Кибуц Нир-Ам во время Операции Йоав, октябрь 1948 года